# 陳志光
陳志光（Chan Chi Kwong，1964年10月19日—），是香港一名足球員，司職右中場，後期轉任右後衛，他曾就讀模範英文中學，現時效力香港丙級足球聯賽球隊黃大仙, 曾經入選香港足球代表隊。

## 球員生涯
陳志光出身於流浪青年軍，1985-86年度球季首次在甲組亮相，並於該季香港足球明星選舉獲選最佳年青球員, 惟未能協助流浪逃過降班厄運, 翌季轉投荃灣。
其後效力過花花、美青、麗新花花、海峰，1989年重投花花，1991年起效力加入香港甲組足球聯賽商業大軍快譯通，直至球隊於2001年退出。
後期改任右後衛，效力過傑志。
結束職業球員生涯後，陳志光仍有參加乙、丙組聯賽，現時效力香港丙組足球聯賽球隊黃大仙。

## 國際賽生涯
1990年11月，香港足球代表隊重組，陳志光首次入選集訓名單，並且於1991年1月26日省港盃足球賽第二回合，首次為香港隊上陣。

## 個人榮譽
- 香港足球明星選舉最佳年青球員 一次(1985-86季度)

## 家庭
兄長陳志賢亦曾是一名職業足球員，曾効力東方、南華、流浪及荃灣, 1985年當選最佳年青球員及入選香港足球代表隊, 惟於1987年4月結婚後不久便因涉嫌將兩個共載有16公斤海洛英的郵包寄往紐約及在家中藏有18公斤嗎啡鹽酸被香港海關拘捕及檢控。案件於同年9月於香港最高法院審理, 陪審團一致裁定陳所有罪名成立。法官判陳志賢入獄10年, 1988年5月上訴法庭接納控方的覆核刑期申請將陳志賢加監至15年 。

## 外部連結
- 香港足球總會網頁球員註冊資料 （页面存档备份，存于）